# 衛藤昂
衛藤 昂（えとう たかし、1991年2月5日 - ）は、日本の陸上競技選手であり、日本選手権優勝4回、オリンピック出場2回及び世界選手権出場2回の実績を有し、2m30の自己記録を持つ走高跳のレジェンドである。高等専門学校出身者として初めて夏季五輪に出場し、走高跳の日本高専記録（2m24）を保持する。

## 経歴
1991年2月、三重県鈴鹿市生まれ。小学校から陸上を始めて、中学より走高跳に取り組む。
鈴鹿工業高等専門学校材料工学科及び鈴鹿工業高等専門学校専攻科応用物質工学専攻を経て、筑波大学大学院人間総合科学研究科博士前期課程体育学専攻に学ぶ。
2007年、全国高等専門学校体育大会陸上競技（全国高専大会）で優勝。
2008年、全国高専大会2連覇を達成。
2009年、全国高専大会で大会新記録を樹立し3連覇を達成。
2010年、全国高専大会で4連覇を達成。鈴鹿高専総合優勝の原動力となる。鈴鹿高専の総合優勝は40年ぶりで、くしくも当時の監督は勝田叡だった。鈴鹿市体育功労者表彰受賞。
2011年、日本高専新記録を樹立。鈴鹿市体育功労者表彰受賞。
2011年8月、三重県で開催された日本高専学会第17回年会で「日本高専学会奨励賞」を受ける。
2015年、味の素AGFに所属し、世界選手権出場。
2016年、リオオリンピック出場。
2017年、世界選手権出場。
2020年、出場を熱望していた東京オリンピックが新型コロナウイルスの影響で延期される。
2021年7月2日、東京オリンピック代表内定が発表された。
2021年、東京オリンピックに出場し、その後一線を退いた。また、走幅跳・三段跳選手の中野瞳らとともに「ジャンプでみんなにワクワクを」をVISIONに掲げて一般社団法人JUMP FESTIVALを立ち上げ、以降、陸上競技（特に跳躍）と社会との関わりを模索し実践している。神戸市長田区の鉄人広場でのイベントは見どころ満載。
2022年2月、中野瞳と結婚したことをＸ（旧ツイッター）で報告した。
2024年2月、神戸デジタル・ラボの所属にて、日本室内陸上競技大阪大会で電撃復帰して優勝し、パリ五輪選考に名乗りを上げた。
2024年3月、グロービス経営大学院にてMBA取得。
2024年7月、兵庫県選手権にて3年ぶりに2m30をクリア（兵庫県記録）。パリ五輪選考には漏れたが、この時点で堂々と当期日本ランキング1位であり、2024年日本グランプリシリーズの走高跳ランキングもトップであった。
主な論文に「ゼオライトによるオカラの液状化」（共著、日本高専学会年会講演会講演論文集）、「マイクロ波加熱法によるタケ粉末液状化条件の検討」（共著、電気化学会技術・教育研究論文誌）などがある。

## 主な受賞歴
- 日本高専学会奨励賞
- 鈴鹿市体育功労者表彰
- 2016年度中部実業団陸上of The Year